# Parteen
Parteen (en irlandais : An Pairtín) est un village dans le comté de Clare, en Irlande.

## Géographie
Le village est situé dans le townland du même nom qui fait partie de la paroisse civile de St Patrick. Il fait également partie de la paroisse ecclésiastique de "Parteen-Meelick" dans le diocèse catholique romain de Limerick. Le village a une grande église (St Patrick's), trois publics houses, une école nationale et un magasin. Il est à portée de vue de la centrale hydro-électrique d'Ardnacrusha.
Le village est juste au nord de Limerick sur la route R464, sur la rive gauche du fleuve  Shannon, près de la banlieue de Corbally.
Le cimetière de Kilquane est situé autour du site de la ruine de l'église dans la paroisse de St. Patrick's à Parteen. Il est situé à l'arrière du domaine Shannon Banks à Corbally et se trouve sur la rive du côté du comté de Clare de la rivière Shannon.
Le village a un parcours de golf et abrite le Parteen-St. Nicholas GAA club.[citation nécessaire]